# Liabeae
Liabeae (Cass. ex Dumort.) Rydb., 1927  è una tribù di piante angiosperme dicotiledoni appartenenti alla famiglia delle Asteraceae (sottofamiglia Vernonioideae).

## Etimologia
Il nome scientifico di questa tribù deriva dal suo genere tipo Liabum Adans. 1763 ed è stato definito per la prima volta dai botanici Barthélemy Charles Joseph Dumortier (Tournai, 3 aprile 1797 – 9 giugno 1878), botanico, naturalista e politico belga e Alexandre Henri Gabriel de Cassini (1781 – 1832), botanico e naturalista francese, e perfezionato successivamente nel 1927 dal botanico americano (di origine svedese) Per Axel Rydberg (1860 - 1931) curatore del "New York Botanical Garden Herbarium".

## Descrizione

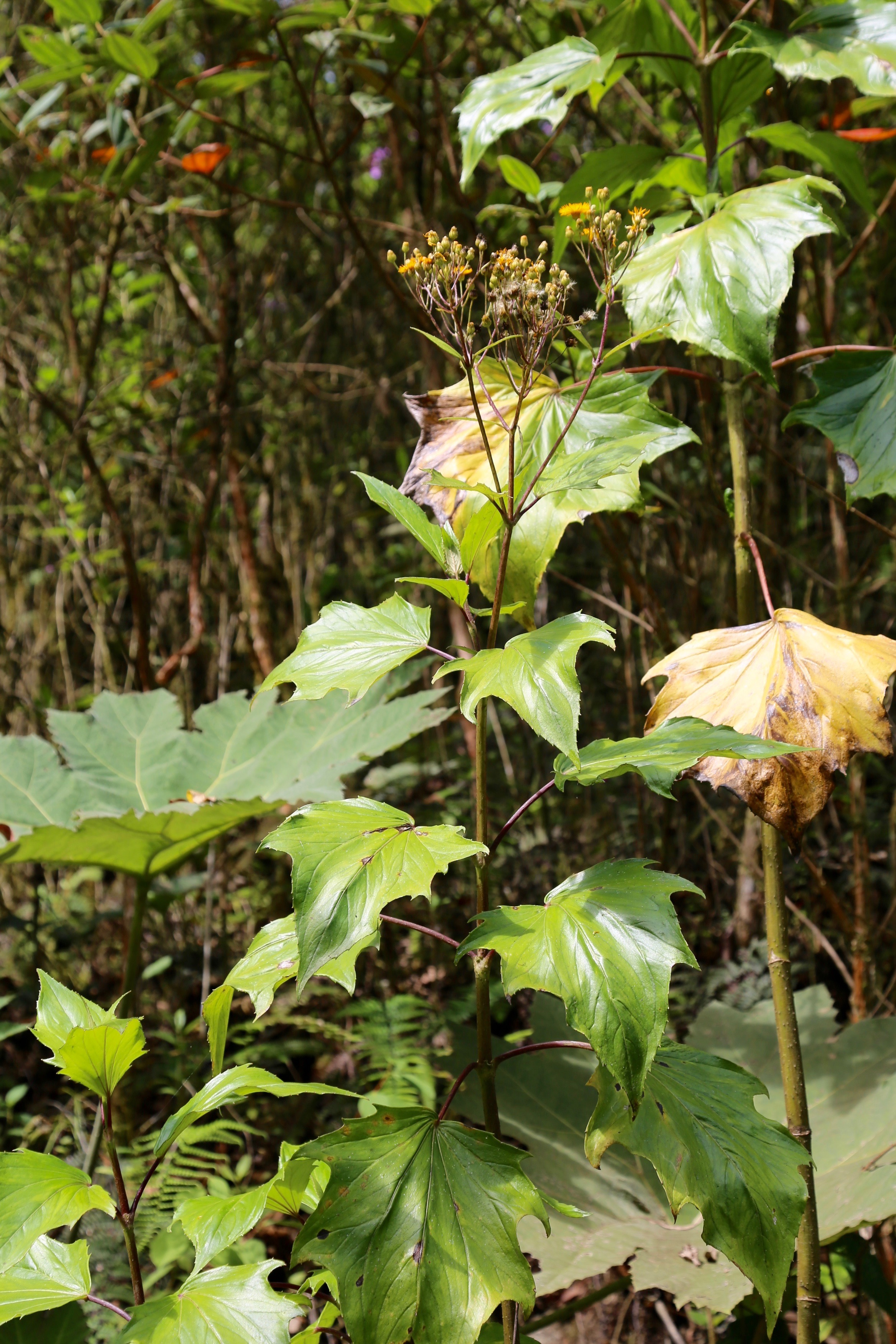
Il portamento
Erato polymnioides

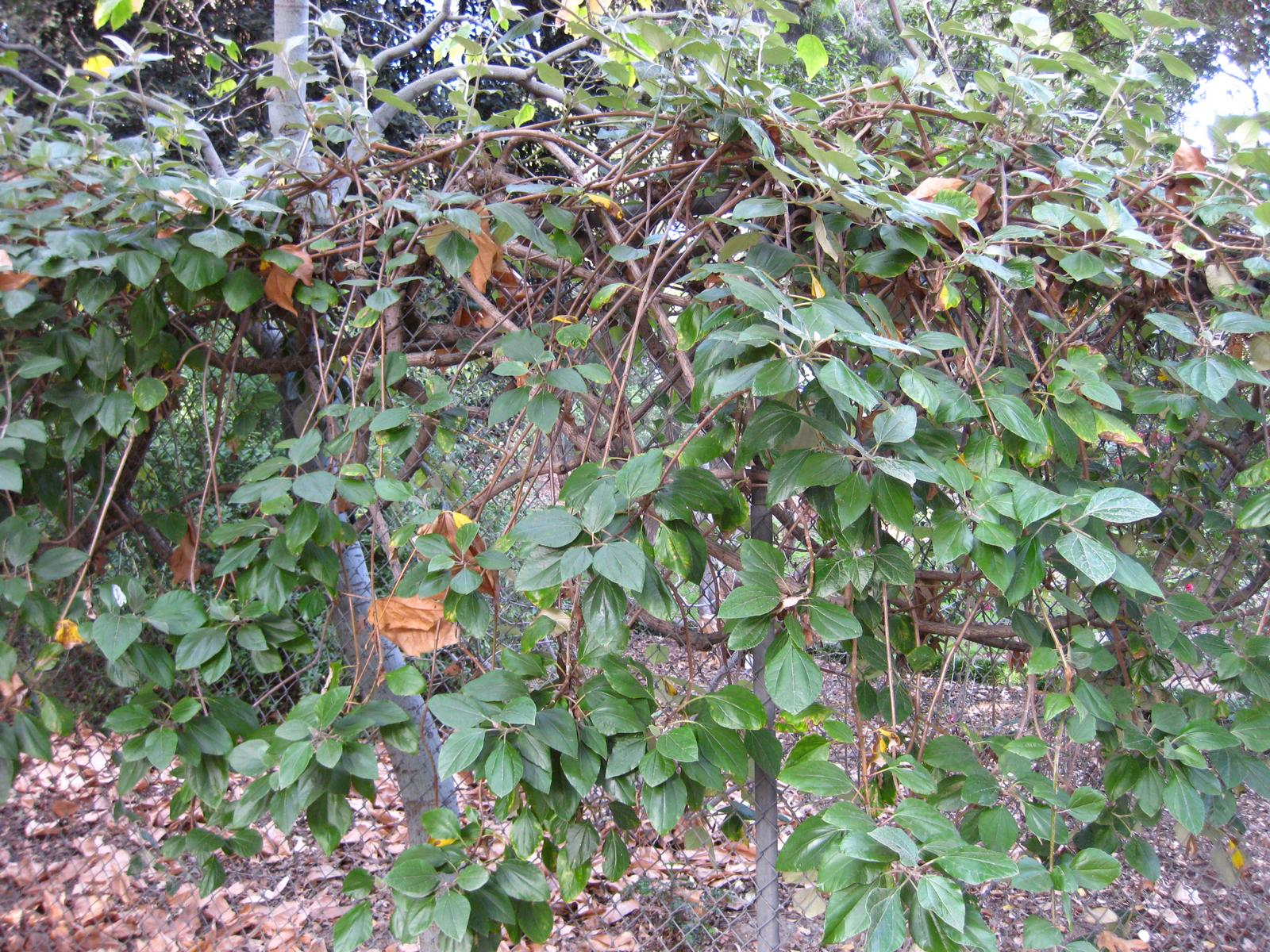
Le foglie
Sinclairia platylepis

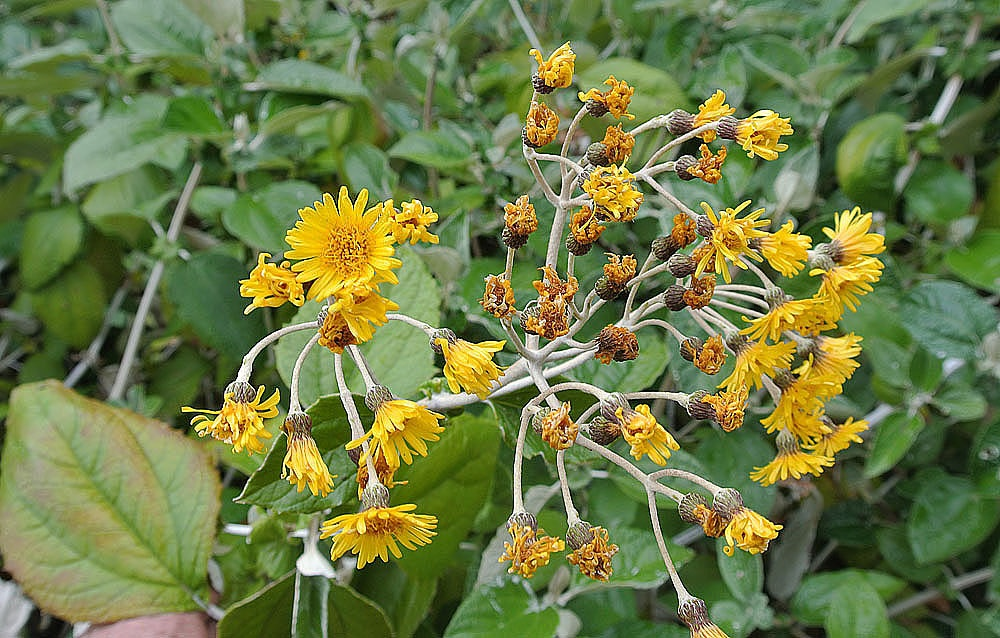
Infiorescenza
Liabum igniarium

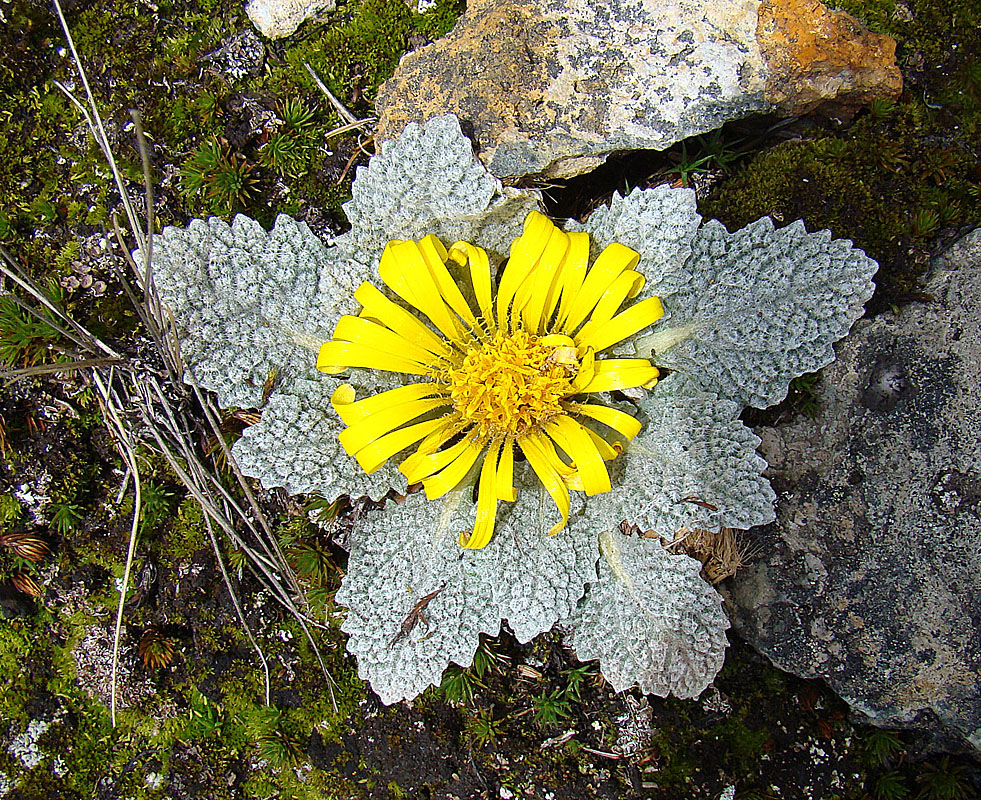
I fiori
Paranephelius asperifolius

L'habitus delle piante di questa tribù varia da erbacee, arbusti a piccoli alberi (in Ferreyranthus alcune specie sono alte fino a 6 metri). Alcuni generi sono privi di latice (Ferreyranthus, Liabum, Oligactis e tutti generi della sottotribù Liabinae); mentre in altri generi gli organi interni sono provvisti di latice bianco (sottotr. Sinclairiinae).
Le foglie sono di vario tipo, in genere sono disposte lungo il fusto in modo alterno. Possono essere presenti delle rosette basali (Chrysactinium hieracoide, sottr. Munnoziinae). In alcune specie del genere Chrysactinium (sottr. Munnoziinae) le foglie sono spiraliformi. La lamina può essere intera a forma da lanceolata a ovata o palmata o anche pennatosetta con bordi dentati in modo acuto o lobato. La superficie può essere liscia oppure bollosa (Dillandia, sottotr. Liabinae) o a consistenza carnosa (Munnozia senecionidis, sottotr. Munnoziinae).
L'infiorescenza è formata da capolini. I capolini possono essere raccolti in formazioni corimbose (Liabum solidageniu, sottotr. Liabinae), oppure sono singoli (monocefali) con peduncoli estremamente allungati come in Dillandia subumbellata (sottotr. Liabinae). La struttura dei capolini è quella tipica delle Asteraceae: un peduncolo sorregge un involucro a forma da cilindrica a emisferica composto da diverse squame (o brattee) in 2 – 4 serie disposte in modo embricato che fanno da protezione al ricettacolo  sul quale s'inseriscono due tipi di fiori: quelli esterni ligulati, disposti a raggiera (in genere solo femminili) e quelli interni tubulosi (bisessuali) molto più numerosi. Il ricettacolo è nudo (senza pagliette) o alveolato.
I fiori sono tetra-ciclici (ossia sono presenti 4 verticilli: calice – corolla – androceo – gineceo) e pentameri (ogni verticillo ha in genere 5 elementi). I fiori sono inoltre ermafroditi e zigomorfi. In Chrysactinium sono presenti da 30 a 60 fiori del raggio e da 30 a 60 fiori del disco; in (Munnozia) sono presenti da 6 a 70 fiori del raggio e da 9 a 85 fiori del disco.
- Formula fiorale:

*/x K {\displaystyle \infty }, [C (5), A (5)], G 2 (infero), achenio
- Calice: i sepali del calice sono ridotti ad una coroncina di squame.

- Corolla: le ligule delle corolle dei fiori del raggio sono lineari (a volte sono ben sviluppate e a tre denti.), mentre le gole dei fiori del disco sono ampie fin dalla base. Il colore in genere è bianco, giallo o arancione, ma anche rosso o purpureo.

- Androceo: gli stami sono 5 con filamenti liberi e distinti, mentre le antere sono saldate in un manicotto (o tubo) circondante lo stilo. Le antere non sono lobate (ma possono avere delle code anche con frange) e le teche sono nere o pallide. Il polline è ricoperto da spine in modo uniforme.

- Gineceo: lo stilo è filiforme, mentre gli stigmi dello stilo sono due, brevi e divergenti. L'ovario è infero uniloculare formato da 2 carpelli. Gli stigmi in genere sono corti e filiformi ed hanno la superficie stigmatica interna. La parte superiore dello stilo può essere pelosa.

I frutti sono degli acheni a forma oblunga a più coste. Il pappo può essere completamente assente (sottotr.  Munnoziinae), o con delle barbe apicali come in Erato (sottotr.  Paranepheliinae), oppure setoloso come in Paranephelius (sottotr.  Paranepheliinae), oppure ancora formato da 30 – 50 setole capillari (sottotr. Sinclairiinae).

## Biologia
- Impollinazione: l'impollinazione avviene tramite insetti (impollinazione entomogama tramite farfalle diurne e notturne).
- Riproduzione: la fecondazione avviene fondamentalmente tramite l'impollinazione dei fiori (vedi sopra).
- Dispersione: i semi (gli acheni) cadendo a terra sono successivamente dispersi soprattutto da insetti tipo formiche (disseminazione mirmecoria). In questo tipo di piante avviene anche un altro tipo di dispersione: zoocoria. Infatti le brattee dell'involucro possono agganciarsi ai peli degli animali di passaggio disperdendo così anche su lunghe distanze i semi della pianta.

## Distribuzione e habitat
Le specie di questa tribù sono distribuite unicamente in America Centrale e del Sud. In particolare la sottotribù Liabinae è distribuita tra il Messico e l'Argentina, mentre i due generi della sottotribù Munnoziinae sono distribuiti in Costa Rica, Panama, Venezuela, Colombia, Ecuador, Perù, Bolivia e Argentina (genere  Munnozia) e in Ecuador e Perù (genere Chrysactinium).  Le specie della sottotribù Paranepheliinae sono distribuite soprattutto nell'America del Sud; alcune si estendono più ampiamente fino alla Costa Rica (Erato); altre vegetano a quote molto alte: 4600 m s.l.m. ( Paranephelius). Infine le specie della sottotribù Sinclairiinae sono distribuite soprattutto in Messico e America Centrale.
L'habitat preferito in maggioranza sono le foreste umide; alcune specie viceversa preferiscono ambienti più aridi associati alle macchie tropicali e foreste decidue. Al sud sono preferiti habitat più temperati.

## Tassonomia
La famiglia di appartenenza di questa voce (Asteraceae o Compositae, nomen conservandum) probabilmente originaria del Sud America, è la più numerosa del mondo vegetale, comprende oltre 23 000 specie distribuite su 1 535 generi, oppure 22 750 specie e 1 530 generi secondo altre fonti (una delle checklist più aggiornata elenca fino a 1 679 generi). La famiglia attualmente (2021) è divisa in 16 sottofamiglie.

### Filogenesi
La costruzione di questa tribù ha seguito una storia lunga e tortuosa. Diverse specie sono state individuate e descritte già nell'Ottocento da alcun famosi botanici: Cassini (1823 - 1830), Lessing (1832), Candolle (1836) e altri ancora; ma venivano trattate come membri di altri taxa. Solo nel 1927 con il naturalista Rydberg si è incominciato a prendere in considerazione una specifica tribù per l'area del Sud America. Ma bisogna attendere i lavori di Robinson (1983) per la descrizione di altre nuove specie e una più organica strutturazione di questo gruppo.
Attualmente (2021) la tribù Liabeae è assegnata alla sottofamiglia Vernonioideae. Questa assegnazione è stata fatta solo ultimamente in base ad analisi di tipo filogenetico sul DNA delle piante. Precedenti classificazioni descrivono queste piante nella sottofamiglia Cichorioideae oppure (ancora prima) i vari membri di questo gruppo, a dimostrazione della difficoltà di classificazione delle Liabeae, erano distribuiti in diverse tribù: Vernonieae, Heliantheae, Helenieae, Senecioneae e Mutisieae.
Le seguenti caratteristiche sono condivise dalla maggior parte delle specie della tribù:
- nei fusti è frequente la presenza di lattice;
- le foglie hanno una disposizione opposta e spesso sono fortemente trinervate con superfici inferiori tomentose;
- il colore dei fiori del raggio e del disco sono in prevalenza gialli o tonalità vicine;
- le corolle del disco sono profondamente lobate;
- le basi delle antere sono calcarate;
- le superfici stigmatiche sono continue all'interno dei rami dello stilo;
- il polline è spinoso e sferico.

Dalle ultime analisi filogenetiche (vedi cladogramma tratto dagli studi citati e semplificato) il gruppo delle Liabeae risulta diviso in quattro cladi (o sottotribù) principali (vedi più avanti) con buone percentuali di monofilia.
|                             | \| \| sottotr. Munnoziinae \| \| \| \| \| _sottotr._Paranepheliinae__ \| Erato + Philoglossa + Chionopappus \| \| \| Erato + Philoglossa + Chionopappus \| |
|                             | |
| _sottotr._Paranepheliinae__ | Paranephelius + Pseudonoseris + Austroliabum |
|                             | Paranephelius + Pseudonoseris + Austroliabum |
| _sottotr._Paranepheliinae__ | Microliabum + Stephanbeckia |
|                             | Microliabum + Stephanbeckia |
|                             | sottotr. Munnoziinae |
|                             | |
| _sottotr._Paranepheliinae__ | Erato + Philoglossa + Chionopappus |
|                             | Erato + Philoglossa + Chionopappus |

|                             | sottotr. Munnoziinae               |
|                             |                                    |
| _sottotr._Paranepheliinae__ | Erato + Philoglossa + Chionopappus |
|                             | Erato + Philoglossa + Chionopappus |

|  | sottotr. Sinclairiinae |
|  |                        |
|  | Cacosmia               |
|  |                        |

|                             | \| \| sottotr. Munnoziinae \| \| \| \| \| _sottotr._Paranepheliinae__ \| Erato + Philoglossa + Chionopappus \| \| \| Erato + Philoglossa + Chionopappus \| |
|                             | |
| _sottotr._Paranepheliinae__ | Paranephelius + Pseudonoseris + Austroliabum |
|                             | Paranephelius + Pseudonoseris + Austroliabum |
| _sottotr._Paranepheliinae__ | Microliabum + Stephanbeckia |
|                             | Microliabum + Stephanbeckia |
|                             | sottotr. Munnoziinae |
|                             | |
| _sottotr._Paranepheliinae__ | Erato + Philoglossa + Chionopappus |
|                             | Erato + Philoglossa + Chionopappus |

|                             | sottotr. Munnoziinae               |
|                             |                                    |
| _sottotr._Paranepheliinae__ | Erato + Philoglossa + Chionopappus |
|                             | Erato + Philoglossa + Chionopappus |

|  | sottotr. Sinclairiinae |
|  |                        |
|  | Cacosmia               |
|  |                        |

|  | Oligactis                                                      |
|  |                                                                |
|  | \| \| Dillandia \| \| \| \| \| \| Liabum + Sampera \| \| \| \| |
|  |                                                                |
|  | Dillandia                                                      |
|  |                                                                |
|  | Liabum + Sampera                                               |
|  |                                                                |

|  | Dillandia        |
|  |                  |
|  | Liabum + Sampera |
|  |                  |

|                             | \| \| sottotr. Munnoziinae \| \| \| \| \| _sottotr._Paranepheliinae__ \| Erato + Philoglossa + Chionopappus \| \| \| Erato + Philoglossa + Chionopappus \| |
|                             | |
| _sottotr._Paranepheliinae__ | Paranephelius + Pseudonoseris + Austroliabum |
|                             | Paranephelius + Pseudonoseris + Austroliabum |
| _sottotr._Paranepheliinae__ | Microliabum + Stephanbeckia |
|                             | Microliabum + Stephanbeckia |
|                             | sottotr. Munnoziinae |
|                             | |
| _sottotr._Paranepheliinae__ | Erato + Philoglossa + Chionopappus |
|                             | Erato + Philoglossa + Chionopappus |

|                             | sottotr. Munnoziinae               |
|                             |                                    |
| _sottotr._Paranepheliinae__ | Erato + Philoglossa + Chionopappus |
|                             | Erato + Philoglossa + Chionopappus |

|  | sottotr. Sinclairiinae |
|  |                        |
|  | Cacosmia               |
|  |                        |

|                             | \| \| sottotr. Munnoziinae \| \| \| \| \| _sottotr._Paranepheliinae__ \| Erato + Philoglossa + Chionopappus \| \| \| Erato + Philoglossa + Chionopappus \| |
|                             | |
| _sottotr._Paranepheliinae__ | Paranephelius + Pseudonoseris + Austroliabum |
|                             | Paranephelius + Pseudonoseris + Austroliabum |
| _sottotr._Paranepheliinae__ | Microliabum + Stephanbeckia |
|                             | Microliabum + Stephanbeckia |
|                             | sottotr. Munnoziinae |
|                             | |
| _sottotr._Paranepheliinae__ | Erato + Philoglossa + Chionopappus |
|                             | Erato + Philoglossa + Chionopappus |

|                             | sottotr. Munnoziinae               |
|                             |                                    |
| _sottotr._Paranepheliinae__ | Erato + Philoglossa + Chionopappus |
|                             | Erato + Philoglossa + Chionopappus |

|  | sottotr. Sinclairiinae |
|  |                        |
|  | Cacosmia               |
|  |                        |

|  | Oligactis                                                      |
|  |                                                                |
|  | \| \| Dillandia \| \| \| \| \| \| Liabum + Sampera \| \| \| \| |
|  |                                                                |
|  | Dillandia                                                      |
|  |                                                                |
|  | Liabum + Sampera                                               |
|  |                                                                |

|  | Dillandia        |
|  |                  |
|  | Liabum + Sampera |
|  |                  |

- Clade Liabinae: contiene circa il 36% della diversità delle specie ed è distribuito dal Messico all'Argentina. Questo clade è "basale" e insieme al resto della tribù forma un “gruppo fratello”. La struttura cladistica è abbastanza regolare (a parte il genere Ferreyranthus). Un problema presenta il genere "incertae sedis" Cacosmia la cui posizione è incerta tra questa sottotribù e la sottotribù Sinclairiinae. Inoltre un recente ritrovamento di una seconda specie del genere Bishopanthus ha permesso di collocare, per il momento, le specie di questo genere nella sottotribù Liabinae in base alle caratteristiche dello stilo e dei particolari cristalli di rafidi dell'achenio.

- Clade Sinclairiinae: contiene circa il 15% della diversità delle specie ed è distribuito essenzialmente nell'America centrale. Questa sottottribù è monogenerica si trova nel "core" della tribù insieme alle sottotribù Munnoziinae e Paranepheliinae. La struttura della sottotribù è ancora da definire con sicurezza. Oltre al genere Sinclairia sono stati descritti altri tre generi come appartenenti alla sottotribù: Liabellum, Megaliabum e  Sinclairiopsis, attualmente tutti considerati sinonimi di Sinclairia. Un altro genere è collegato a questo gruppo: Cacosmia; con il genere Sinclairia forma un "gruppo fratello".

- Clade Paranepheliinae: contiene oltre al 15% della diversità delle specie ed è quasi del tutto circoscritto al Sud America. Questo gruppo non è monofiletico (all'interno è nidificata la sottotribù Munnoziinae) e risulta diviso a sua volta in tre cladi monofiletici: clade 1 composto dal genere Microliabum e  Stephanbeckia; clade 2 composto dai generi Paranephelius, Pseudonoseris e Austroliabum; clade 3 composto dai generi Erato, Philoglossa e Chionopappus e hanno come "gruppo fratello" la sottotribù Munnoziinae.

- Clade Munnoziinae: contiene il 31% della diversità delle specie ed è distribuito dalla Costa Rica all'Argentina. In precedenti analisi all'interno di questo gruppo erano descritti anche i generi Erato e Philoglossa ora descritti nella sottotribù Paranepheliinae. Recenti studi filogenetici sul DNA delle specie della tribù hanno tuttavia rimesso in discussione le circoscrizioni delle due sottotribù Munnoziinae e Paranepheliinae in quanto in alcuni conteggi del DNA i generi Erato, Chionopappus e Philoglossa risultano formare con le specie di questa sottotribù un "gruppo fratello" rendendo così le due sottotribù parafiletiche.

- Generi "incertae sedis".

- Genere Cacosmia Kunth, 1818: per il momento è fuori dalla classificazione della tribù ed ha bisogni di ulteriori studi. In tutti i casi alcuni suoi caratteri (la guaina delle basi fogliari, le foglie con superficie bollosa di sopra e tomentosa di sotto, i bordi con dentelli; i capolini con involucro cilindrico; gli acheni senza pappo; e altro) ne fanno un genere distintivo delle Ande centrali.
- Genere Bishopanthus H.Rob., 1983: il recente ritrovamento di una seconda specie del genere ha permesso di collocare, provvisoriamente, il genere nella sottotribù Liabinae in base alle caratteristiche dello stilo e dei particolari cristalli di rafidi dell'achenio.

Il numero cromosomico delle specie della tribù è: 2n = da 9 a 39.

### Composizione della tribù
Attualmente questa tribù comprende 4 Sottotribù,  18 generi e 175 specie.

#### Sottotribù Liabinae
La sottotribù Liabinae Cass. ex Dumort., 1829 comprende 5 generi e 62 specie.
| Genere                                | N. specie | Distribuzione                    |
| ------------------------------------- | --------- | -------------------------------- |
| Ferreyranthus H.Rob. & Brettell, 1974 | 8         | Ecuador e Perù                   |
| Dillandia V.A.Funk & H.Rob., 2001     | 3         | Colombia e Perù                  |
| Liabum Adans., 1763                   | 37        | America (centrale e meridionale) |
| Oligactis (Kunth) Cass., 1825         | 6         | America (zona equatoriale)       |
| Sampera V.A.Funk & H.Rob., 2009       | 8 spp.    | Colombia, Ecuador e Perù         |

#### Sottotribù Sinclairiinae
La sottotribù Sinclairiinae H. Rob., 2009 comprende 1 generi e 29 specie.
| Genere                        | N. specie | Distribuzione              |
| ----------------------------- | --------- | -------------------------- |
| Sinclairia Hook. & Arn., 1841 | 29        | Messico e America Centrale |

#### Sottotribù Paranepheliinae
La sottotribù Paranepheliinae H. Rob., 1983 comprende 8 generi e 28 specie.
| Genere                                | N. specie                                                 | Distribuzione                     |
| ------------------------------------- | --------------------------------------------------------- | --------------------------------- |
| Austroliabum H.Rob. & Brettell, 1974  | 3                                                         | Argentina del nord                |
| Chionopappus Benth., 1873             | Una specie: C. benthamii S.F. Blake                       | Perù                              |
| Erato DC., 1836                       | 5                                                         | Dalla Costa Rica al Perù          |
| Microliabum Cabrera, 1955             | 3                                                         | Bolivia e Argentina               |
| Paranephelius Poepp., 1843            | 6                                                         | Perù, Argentina e Bolivia         |
| Philoglossa DC., 1836                 | 5                                                         | Colombia, Ecuador, Perù e Bolivia |
| Pseudonoseris H.Rob. & Brettell, 1974 | 4                                                         | Perù e Bolivia                    |
| Stephanbeckia H.Rob. & V.A.Funk, 2011 | Una specie: Stephanbeckia plumosa H.Rob. & V.A.Funk, 2011 | Bolivia                           |

#### Sottotribù Munnoziinae
La sottotribù Munnoziinae H. Rob., 1983 comprende 2 generi e 51 specie.
| Genere                            | N. specie | Distribuzione  |
| --------------------------------- | --------- | -------------- |
| Chrysactinium (Kunth) Wedd., 1857 | 7         | Perù e Ecuador |
| Munnozia Ruiz & Pav., 1794        | 44        | Ande           |

#### Incertae sedis
I generi incertae sedis sono 2 con 5 specie.
| Genere                    | N. specie | Distribuzione  |
| ------------------------- | --------- | -------------- |
| Cacosmia Kunth, 1818      | 3         | Perù e Ecuador |
| Bishopanthus H.Rob., 1983 | 2         | Perù           |

### Chiave analitica per i generi della tribù
Per meglio comprendere ed individuare i generi della tribù, l'elenco seguente utilizza in parte il sistema delle chiavi analitiche, vengono cioè indicate solamente quelle caratteristiche utili a distingue un genere dall'altro (in questo elenco non tutti i generi sono inclusi).
- 1A: la faccia abassiale delle foglie è verde e priva di tomento; le foglie e gli steli sono ricoperti da peli rigidi con base allargata;

Erato: le piante sono delle erbacee perenni, subarbusti, arbusti o piccoli alberi; la superficie delle foglie è percorsa da 5 - 9 venature disposte in modo palmato; gli acheni hanno 4 lati con 4 coste.
Philoglossa: le piante sono delle erbacee erette, decombenti o striscianti; le nervature delle foglie sono 3; gli acheni hanno una forma compressa con 2 coste.
- 1B: la faccia abassiale delle foglie è ricoperta da un denso tomento bianco o grigio; le foglie e gli steli sono privi di peli rigidi;

- 2A: le teche delle antere sono colorate di marrone scuro oppure nero;

Chrysactinium: le piante sono delle piccole erbacee perenni; le foglie sono tutte disposte in rosette o tutte raggruppate vicine a piccoli steli; il pappo è bianco.
Munnozia: normalmente le piante sono di tipo subarbustivo o in altri casi delle erbacee annuali o perenni; sono presenti le foglie cauline; il colore del pappo è bianco sporco oppure rossiccio.
- 2B: le teche delle antere sono colorate di giallo pallido oppure di marrone molto chiaro;

- 3A: i capolini sono sessili, sottesi da rosette di foglie oppure sono quasi sessili con peduncoli più piccoli di 2 cm;

Paranephelius.
- 3B: i peduncoli dei capolini sono lunghi più di 2 cm;

- 4A: le venature delle foglie sono di tipo pennato;

- 5A: le piante sono delle erbacee con infiorescenze di pochi capolini; i fiori del disco sono da 10 a 55; le foglie sono sessili con forme subperfogliate  o perfogliate;

Pseudonoseris: la faccia adassiale delle foglie è da rugosa a quasi liscia; le corolle dei fiori sono colorate da rossiccio-arancio a rosso; le squame dell'involucro non sono embricate ed hanno delle forme lineari-lanceolate e con punte attenuate.
Dillandia: la faccia adassiale delle foglie è ricoperta da vesciche e bolle; le corolle dei fiori sono colorate da giallo a giallo/purpureo; le squame dell'involucro sono subembricate ed hanno delle forme lanceolate e con punte acute.
- 5B: le piante sono di tipo arboreo, arbustivo o simili a viti; le infiorescenze sono formate da molti capolini; i fiori del disco sono da 3 a 34; i piccioli delle foglie sono da ampiamente alati a distintamente non alati;

Ferreyranthus: le piante sono di tipo arboreo o arbustivo; i piccioli delle foglie non sono alati, ma alla base sono fusi in una guaina; sulle pareti allungate dell'achenio sono presenti dei rafidi.
Oligactis:  le piante sono di tipo arbustivo o viti; i piccioli delle foglie possono o no essere alati, in alcuni casi sono inclusi alla base di una foglia perfogliata ma mai sono inguainati; sulle pareti dell'achenio sono presenti dei rafidi subquadrati.
- 4B: le foglie sono tri-nervate;

- 6A: il pappo è assente;

Cacosmia.
- 6B: il pappo è formato da setole, scaglie o squame;

- 7A: il pappo è formato da setole piumose; le corolle dei fiori del disco sono colorate di rosso;

Chionopappus.
- 7B: le infiorescenze sono composte da pochi capolini (ma mai sono solitari); le basi delle foglie sono prive di guaine; il pappo è formato da setole capillari, scaglie o squame; le corolle dei fiori del disco sono tutte colorate di giallo;

- 8A: le infiorescenze sono disposte in modo alternato; il ricettacolo è scarsamente alveolato e privo di peli o squamelle; le piante di questo sono distribuite in Argentina e Bolivia;

Microliabum.
- 8B: gli ultimi steli basali delle infiorescenze sono disposti in modo opposto; il ricettacolo è provvisto di peli o squamelle di protezione; le piante di questo sono distribuite dalla Bolivia del nord fino al Messico;

- 9A: le piante sono prive di lattice; gli stigmi dei fiori del disco sono allungati; la base delle antere è digitata; i fiori del raggio sono da 20 a 120; le brattee dell'involucro sono da 50 a 150 e sono disposte su 5 serie; sulle pareti dell'achenio sono presenti dei rafidi;

Liabum.
- 9B: le piante sono provviste di lattice; gli stigmi dei fiori del disco sono corti; la base delle antere è minutamente crenulata; i fiori del raggio sono assenti oppure sono da 4 a 25; le brattee dell'involucro sono da 50 a 150 e sono disposte su 5 serie; sulle pareti allungate dell'achenio sono presenti dei rafidi;

Sinclairia